# Ахия Силомец
Ахия Силомец (на иврит: אֲחִיָּה הַשִּׁילֹנִי) е пророк от Стария завет на Библията.
Той живее във времето на цар Соломон, живее в град Силом и се споменава на няколко места в Трета книга Царства. Ахия предсказва на Иеровоам, че ще стане владетел на самостоятелно Израилско царство заради идолопоклонството на Соломон.[3Цар. 11:30 – 39] В преклонна възраст Ахия обвинява и самия Иеровоам в религиозни отклонения и предрича смъртта на децата му.[3Цар. 14:4 – 16]